# جورج سالتر
جورج سالتر (بالإنجليزية: George Salter؛ بالألمانية: George Salter) هو رسام توضيحي وفنان ألماني وأمريكي، ولد في 5 أكتوبر 1897 في بريمن في ألمانيا، وتوفي في 31 أكتوبر 1967 في نيويورك في الولايات المتحدة.